# Municipio de Boone (condado de Dallas)
El municipio de Boone (en inglés: Boone Township) es un municipio ubicado en el condado de Dallas en el estado estadounidense de Iowa. En el año 2010 tenía una población de 15905 habitantes y una densidad poblacional de 173,63 personas por km².

## Geografía
El municipio de Boone se encuentra ubicado en las coordenadas 41°33′18″N 93°50′31″O / 41.55500, -93.84194. Según la Oficina del Censo de los Estados Unidos, el municipio tiene una superficie total de 91.6 km², de la cual 90.08 km² corresponden a tierra firme y (1.66%) 1.52 km² es agua.

## Demografía
Según el censo de 2010, había 15905 personas residiendo en el municipio de Boone. La densidad de población era de 173,63 hab./km². De los 15905 habitantes, el municipio de Boone estaba compuesto por el 89.64% blancos, el 2.83% eran afroamericanos, el 0.08% eran amerindios, el 4.98% eran asiáticos, el 0.01% eran isleños del Pacífico, el 0.52% eran de otras razas y el 1.93% pertenecían a dos o más razas. Del total de la población el 2.7% eran hispanos o latinos de cualquier raza.